# Мошкин, Павел Николаевич
Павел Николаевич Мошкин (31 октября 1885, Спасск — 1938, Москва) — эсер, террорист, председатель Алатырской городской думы, делегат Всероссийского Учредительного собрания.

## Биография
Павел Мошкин родился в Спасске в 1885 году в семье мещанина, стрелочника на железной дороге Николая Мошкина. Некоторое время семья жила в Саранске. Павел получил низшее образование и в 1896 году он устроился слесарем Алатырских железнодорожных мастерских.
Мошкин стал эсером в 1903 году, в 1905 он примкнул к эсерам-боевикам (максималистам). Он был активным участником Первой русской революции и в 1905 году был арестован в Алатыре. Направлен в Симбирскую тюрьму, откуда бежит в ноябре 1906 года.

Мошкин был замечен в числе первых подстрекателей во время забастовки, бывшей в Алатырских мастерских в феврале месяце настоящего [1905] года.— из акта дознания начальника Алатырского отделения подполковника В. Л. Кострицына
Казанским военно-окружным судом Павел Мошкин был приговорён к смертной казни за убийство железнодорожного жандарма; позже казнь была заменена на бессрочную каторгу. Согласно собственной автобиографии, хранящейся в Алатырском краеведческом музее, в ночь с 4 на 5 февраля 1906 года Мошкин убил помощника начальника мастерских Бабенко, жандарма Стригина и ранил местного сторожа.
10 апреля 1908 года по дороге на каторгу с другими политзаключёнными (А. В. Шмидтом и С. Н. Ильинским) Павел Мошкин совершил побег из Александровского централа. Он был пойман, вновь приговорён к смертной казни, снова заменённой на бессрочную каторгу.
22 апреля 1909 года Мошкин прибыл в Горно-Зерентуйскую тюрьму из Иркутска; в феврале 1910 года он был переведён в Акатуйскую тюрьму; в конце 1910 года он вновь вернулся в Зерентуйскую, а затем оказался в Алгачинской тюрьме. Участвовал в Кутомарской трагедии (1912). В 1913 году Мошкин был переведён в одну из тюрем Европейской России.
Всего Павел Мошкин приговаривался к смертной казни трижды.
После Февральской революции 1917 года Мошкин был избран заместителем председателя Алатырского уездного совета крестьянских депутатов и председателем Алатырской городской думы. Почти одновременно он избрался делегатом Всероссийского Учредительного собрания по крестьянскому списку Симбирской губернии.
Мошкин вышел из Партии социалистов-революционеров и вступил в ВКП(б) в 1918 году. Позже он работал начальником линейной охраны железной дороги, а с 1918 года — на профсоюзной работе на железной дороге в Алатыре, Симбирске и в Сибири. В 1929 года он стал председателем профсоюза Алатырского участка пути Московско-Казанской железной дороги. Кроме того, в советское время, Мошкин вступил в Общество политкаторжан и ссыльнопоселенцев (он провёл в царских тюрьмах 11 лет).
С 1930 года Павел Мошкин находился на учёбе в Москве, после которой — на ответственной работе в Народном комиссариате станкостроения. Он был репрессирован в 1937 или в 1938 году (Москва, Таганская тюрьма).